# Природно-заповідний фонд Чернігівської області
Природно-заповідний фонд Чернігівської області є лідером за площею заповідних територій.
Для охорони, збереження і відтворення рідкісних та зникаючих видів рослин, тварин, ландшафтів, цінних природних комплексів, які мають значну наукову, історичну, екологічну та естетичну цінність, в області сформована мережа природно–заповідного фонду.

## Загальна характеристика
Об'єкти природно–заповідного фонду Чернігівської області поширені нерівномірно. Найбільша кількість і площа об'єктів ПЗФ розташована у північній поліській частині області, де збереглися досить великі площі непорушених або мало порушених антропогенним впливом ландшафтів.
На території Чернігівської області функціонує 669 об'єкти та території природно-заповідного фонду загальною площею 262,4 тис. га, що становить 7,81 площі області. За цим показником область є лідером в Україні. Останніми роками площа природно-заповідних територій збільшилась на 7,188 тис. га. та постійно збільшується. В області налічується 24 території та об'єкти загальнодержавного значення та 645 об'єктів місцевого значення.
Остання зміна відбулась в вересні 2023 року коли два об'єкти природно-заповідного фонду Чернігівської області змінили свої межі, в результаті чого заповідна мережа області збільшилась на 24,6 гектари.

## Категорії природно заповідного фонду

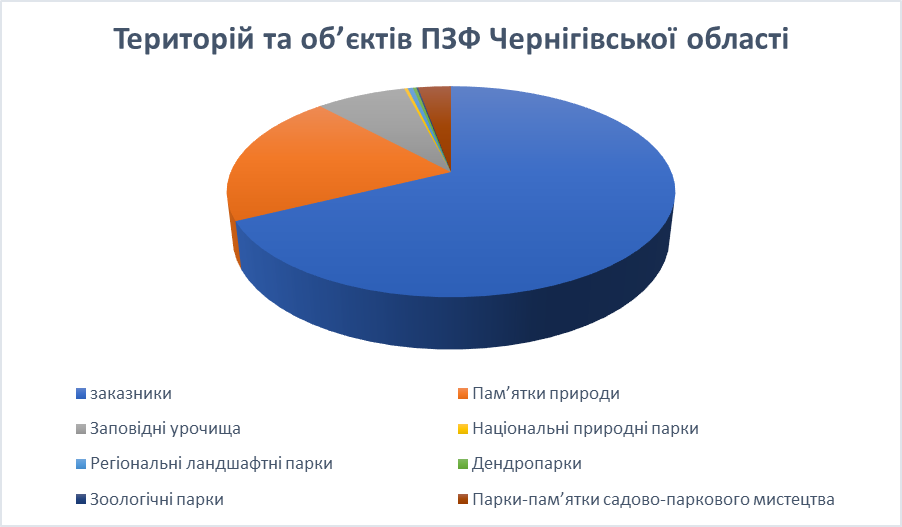

Природно-заповідний фонд області складають 8 категорій об'єктів:
- національні природні парки Ічнянський та Мезинський;
- регіональні ландшафтні парки «Міжрічинський», «Ялівщина» та «Ніжинський»;
- 446 заказників;
- 137 пам'яток природи;
- 19 парків-пам'яток садово-паркового мистецтва;
- 52 заповідні урочища;
- дендропарки «Тростянець» загальнодержавного значення та «Прилуцький» місцевого значення;
- Менський зоопарк загальнодержавного значення

## Перелік територій та об'єктів природно-заповідного фонду
| Зображення        | Назва об'єкту     | Категорія                                                            | Площа, га | Адміністративне розташування та місцезнаходження об'єкта ПЗФ                                             | Дата створення |
| ----------------- | ----------------- | -------------------------------------------------------------------- | --------- | --- | -------------- |
|                   | Ічнянський        | національний природний парк                                          | 9665,80   | Ніжинський район (бувший Ічнянський)                                                                     | 21.04.2004     |
|                   | Мезинський        | національний природний парк                                          | 31035,20  | Новгород-Сіверський район (бувший Коропський)                                                            | 10.02.2006     |
|                   | Залісся           | національний природний парк                                          | 1287,50   | Чернігівський район (бувший Козелецький)                                                                 | 11.12.2009     |
|                   | Замглай           | ландшафтний заказник загальнодержавного значення                     | 4428,00   | Ріпкинська ОТГ Чернігівський район (бувший Ріпкинський), смт. Замглай, с. Ловинь                         | 04.11.2000     |
|                   | Рихлівська дача   | ландшафтний заказник загальнодержавного значення                     | 789,00    | Новгород-Сіверський район (бувший Коропський) Понорницька ОТГ                                            | 10.12.1994     |
|                   | Мурав'ївський     | ландшафтний заказник загальнодержавного значення                     | 1095,6832 | Новгород-Сіверська ОТГ Новгород-Сіверський район, Грем'яцька та Кам'янсько-Слобідська с/р                | 10.09.2019     |
|                   | Брецький          | ботанічний заказник загальнодержавного значення                      | 200,00    | Корюківська ОТГ Корюківський район, с. Бреч, с. Лубенець                                                 | 20.08.1996     |
|                   | Оболонський       | ботанічний заказник загальнодержавного значення                      | 400,00    | Коропська ОТГ Новгород-Сіверський район (бувший Коропський), с. Оболоння                                 | 20.08.1996     |
|                   | Путивський        | ботанічний заказник загальнодержавного значення                      | 150,00    | Новгород-Сіверська ОТГ Новгород-Сіверський район, с. Путивськ                                            | 20.08.1996     |
|                   | Середовщина       | ботанічний заказник загальнодержавного значення                      | 288,00    | Вертіївська ОТГ Ніжинський район, Мринського ліництва                                                    | 04.11.2000     |
|                   | Болото «Мох»      | гідрологічний заказник загальнодержавного значення                   | 98,00     | Сновська ОТГ Корюківський район (бувший Сновський), Новоборовицького лісництва                           | 28.10.1974     |
|                   | Дорогинський      | гідрологічний заказник загальнодержавного значення                   | 1880,00   | Ічнянська ОТГ Прилуцький район (бувший Ічнянський), с. Бурімка, Томашівка, Припутні, Дорогинка, Бакаївка | 11.09.1980     |
|                   | Кравчукове болото | гідрологічний заказник загальнодержавного значення                   | 172,00    | Талалаївська ОТГ Ніжинський район, с. Кравчиха                                                           | 04.11.2000     |
|                   | Сосинський        | гідрологічний заказник загальнодержавного значення                   | 406,00    | Кіптівська ОТГ Олишівська ОТГ Чернігівський район біля с. Олишівка                                       | 11.09.1980     |
|                   | Каморетський      | загальнозоологічний заказник загальнодержавного значення             | 515,00    | Менська ОТГ Корюківський район                                                                           | 28.10.1974     |
|                   | Урочище «Гуліне»  | комплексна пам'ятка природи загальнодержавного значення              | 100,00    | Корюківська ОТГ Корюківський район                                                                       | 14.10.1975     |
| Вадень            | Вадень            | гідрологічна пам'ятка природи загальнодержавного значення            | 20,00     | Новгород-Сіверська ОТГ Новгород-Сіверський район, с. Кудлаївка, Дігтярівка                               | 20.08.1996     |
|                   | Гальський мох     | гідрологічна пам'ятка природи загальнодержавного значення            | 25,00     | Сновська ОТГ Корюківський район (бувший Сновський)                                                       | 14.10.1975     |
| Вечір в Козерогах | Козероги          | гідрологічна пам'ятка природи загальнодержавного значення            | 2,00      | Гончарівська ОТГ Чернігівський район, с. Козероги                                                        | 20.08.1996     |
|                   | Мурав'ївська      | гідрологічна пам'ятка природи загальнодержавного значення            | 40,00     | Новгород-Сіверська ОТГ Новгород-Сіверський район, с. Мурав'ї                                             | 20.08.1996     |
|                   | Озеро «Святе»     | гідрологічна пам'ятка природи загальнодержавного значення            | 70,00     | Деснянська ОТГ Чернігівський район (бувший Козелецький), с. Короп'є                                      | 30.03.1981     |
| Трубин            | Озеро «Трубин»    | гідрологічна пам'ятка природи загальнодержавного значення            | 40,00     | Борзнянська ОТГ Ніжинський район (бувший Борзнянський), с. Ядути                                         | 20.08.1996     |
|                   | Тростянець        | дендрологічний парк загальнодержавного значення                      | 204,70    | Парафіївська ОТГ Прилуцький район (бувший Ічнянський), с. Тростянець                                     | 29.05.1960     |
|                   | Менський          | зоологічний парк загальнодержавного значення                         | 9,00      | Менська ОТГ Корюківський район (бувший Менський), м. Мена                                                | 22.07.1983     |
|                   | Сокиринський парк | парк-пам'ятка садово-паркового мистецтва загальнодержавного значення | 40,00     | Срібнянська ОТГ Прилуцький район (бувший Срібнянський), с. Сокиринці                                     | 29.05.1960     |

З повним переліком територій та об'єктів природно-заповідного фонду Чернігівської області станом на 01.01.2023 можна ознайомитися на сайті Департаменту екології та природних ресурсів Чернігівської обласної державної адміністрації.